# التفويض الحر
التفويض الحر (بالإنجليزية: Free mandate) هو نظام سياسي يكون فيه أعضاء البرلمان غير ملزمين بتنفيذ السياسات بما يتفق حصريًا مع الاختيارات الراسخة التي يعبر عنها الناخبين. بمعنى أن هذا النظام يقوم على مبدأ حرية ممثلي الشعب والأحزاب السياسية المنتَخَبة في البرلمان في رسم وتنفيذ السياسات التي يرونها متناسبة مع مصلحة الشعب الكلية، كون أعضاء البرلمان لا يمثلون دوائرهم الانتخابية أو أقاليمهم فقط وإنما يمثلون الشعب قاطبة. ففي ألمانيا وسويسرا مثلاً ينص دستور كل منهما على أن تصرُف أعضاء البرلمان يخضع لضمائرهم فقط. إلا أنه في الواقع العملي فإن أعضاء البرلمان وإن التزموا بالتفويض الحر تجاه ناخبيهم، فإنهم يلتزمون بسياسات أحزابهم لكي يضمنوا إعادة ترشيحهم من قبل أحزابهم.
وبعكس نظام التفويض الحر يقوم نظام التفويض الإلزامي (بالإنجليزية: Imperative mandate) على مبدأ إلزامية أعضاء البرلمان بتنفيذ السياسات وبما يتفق مع الاختيارات الراسخة التي يعبر عنها الناخبين فقط. ولكن نادرًا ما يتم تطبيق بند التفويض الإلزامي، حيث يرى بعض العلماء السياسيين بأن التفويض الإلزامي قد يحد من حرية أعضاء البرلمان، بينما يرى البعض الآخر أنه ليست هناك قيمة ديمقراطية لتحرير أعضاء البرلمان من تأثير الناخبين، وأن هذه الحرية قد تعرضهم للرشوة وما شابهها. ولقد تم حظر التفويض الإلزامي من خلال الأعضاء الملكيين في الجمعية الوطنية الفرنسية عام 1789 لمنع التأثير الكبير الذي يمارسه الشعب على ممثليه في البرلمان. والسائد في معظم الدساتير العالمية هو التخلي عن هذا النظام باعتباره غير متوافق مع الديمقراطية. 